# レミ・アデファラシン
レミ・アデファラシン（Remi Adefarasin, 1948年 - ）はイギリス・ロンドン出身の映画撮影監督。

## 略歴
映画製作を学んだ後、BBCのスタジオでカメラマンとして働くようになる。1998年の『エリザベス』で英国アカデミー賞の撮影賞を受賞。

## 主な作品
- 愛しい人が眠るまで Truly Madly Deeply (1991)
- スライディング・ドア Sliding Doors (1997)
- エリザベス Elizabeth (1998)
- オネーギンの恋文 Onegin (1999)
- バンド・オブ・ブラザース Band of Brothers (2001) テレビシリーズ
- アバウト・ア・ボーイ About a Boy (2002)
- 夢見る頃を過ぎても Unconditional Love (2002)
- ジョニー・イングリッシュ Johnny English (2003)
- ホーンテッドマンション The Haunted Mansion (2003)
- イン・グッド・カンパニー In Good Company (2004)
- マッチポイント Match Point (2005)
- タロットカード殺人事件 Scoop (2006)
- アメイジング・グレイス Amazing Grace (2006)
- エリザベス:ゴールデン・エイジ Elizabeth: The Golden Age  （2007）
- ブラザーサンタ Fred Claus (2007)
- ミート・ザ・ペアレンツ3 Little Fockers (2010)
- シャドー・チェイサー The Cold Light of Day (2012)
- 15年後のラブソング Juliet, Naked (2018)
- 16歳、戦火の恋 Where Hands Touch (2018)
- 最後のフェルメール ナチスを欺いた画家 The Last Vermeer (2019)
- ロックダウン Locked Down (2021)